# Deset ran egyptských
Deset ran egyptských je označení pro události předcházející vyjití (odchod, exodus) Izraelitů z Egypta a jejich putování do Země zaslíbené pod vedením Mojžíše, popsané v Bibli ve Starém zákoně v knize Exodus. Je o nich také krátká zmínka v Koránu (7,133–136).
Mojžíš s Áronem žádali po faraonovi propuštění svého lidu z otroctví, faraon však odmítal a Hospodin tedy vyslal Mojžíše k faraonovi se zprávou, že pokud Izraelity nepropustí, bude celá dosud kvetoucí země postižena nepříznivými událostmi, tzv. ranami. Ty postupně zasahují Egypt, dokud nakonec faraon k odchodu Izraelitů nesvolí. Po jejich odchodu ale změnil názor a vyrazil s vojskem je dostihnout a znovu uvrhnout do otroctví. Celá armáda je však zničena vodami Rákosového moře (ztotožňováno s Rudým mořem), které se před prchajícími Izraelity rozestoupily, egyptské vojsko však zaplavily. Zaplavení faraonovy armády se však již mezi rány egyptské nepočítá.
Události spojené s odchodem Izraelitů z Egypta připomíná židovský svátek Pesach. Vyprávění o deseti ranách je důležitou a výraznou součástí sederové liturgie a pesachové hagady.

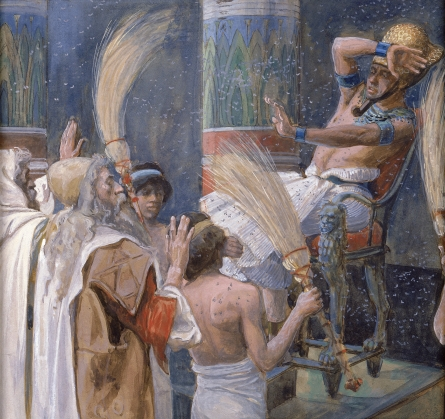
Zamoření Egypta mouchami, čtvrtá z egyptských ran

## Seznam egyptských ran
1. Krev – veškerá voda v Egyptě se proměnila v krev. (Ex 7, 14–24 (Kral, ČEP))
2. Žáby – přemnožení žab. (Ex 7, 25 – 8, 11 (Kral, ČEP))
3. Štěnice – (v Ekumenickém a Českém studijním překladu[2] komáři, v Kralickém překladu štěnice, podle Koránu vši[3]) – přemnožení zmíněného obtížného hmyzu. (Ex 8, 12–15 (Kral, ČEP))
4. Mouchy – přemnožení much. (Ex 8, 16–28 (Kral, ČEP))
5. Mor – postižení stád Egypťanů dobytčím morem. (Ex 9, 1–7 (Kral, ČEP))
6. Vředy – postižení Egypťanů a jejich stád vyrážkou. (Ex 9, 8–12 (Kral, ČEP))
7. Krupobití – poničení úrody a pobití dobytka a lidí, kteří se neukryli, krupobitím. (Ex 9, 13–35 (Kral, ČEP))
8. Kobylky – přemnožení sarančí (chybně nazývaných kobylky) a poničení zbytku vegetace. (Ex 10, 12–20 (Kral, ČEP))
9. Tma – neproniknutelná tma trvající tři dny, omezená však pouze na Egypťany. (Ex 10, 21–29 (Kral, ČEP))
10. Pobití prvorozených – zabití prvorozeného (resp. nejstaršího) potomka v každé rodině a prvorozených dobytčat v jedné noci. (Ex 11, 1 – 12, 36 (Kral, ČEP))

### Teologická interpretace
Jednotlivým ranám, jejich pořadí i způsobu jejich provedení bývá připisován teologický význam. Tyto interpretace zpravidla vycházejí z rozdělení ran do třech skupin po třech ranách, přičemž desátá, nejtěžší rána má samostatný význam:
|                    | Vykonal:        |                                             |                      |
| Áron               | Hospodin        | Mojžíš                                      |                      |
| Výstraha faraonovi | 1. krev         | 4. mouchy (divá zvěř)                       | 7. krupobití s ohněm |
| Výstraha všem      | 2. žáby         | 5. dobytčí mor                              | 8. kobylky           |
| Bez výstrahy       | 3. vši (komáři) | 6. vředy (provedl Mojžíš společně s Áronem) | 9. tma               |
|                    |                 | 10. pobití prvorozených                     |                      |

Tři skupiny ran představují teologickou odpověď na tři výroky, kterými faraon reagoval na první výzvu k propuštění Izraele:
| „          | Poté přišli Mojžíš a Aharon a řekli Faraonovi: takto pravil Hospodin, Bůh Jisraele: propusť lid můj, aby mi konali slavnost na poušti. Farao však řekl: Kdo jest Hospodin, abych poslechl hlasu jeho, abych propustil Jisraele? Neznám Hospodina a Jisraele nepropustím. | “ |
| — Ex 5:1–2 | |   |

Faraon ve své odpovědi popírá stěžejní tři principy vztahu mezi člověkem a Bohem; Bůh jej na začátku každé série ran výslovné upozorňuje, který princip má tato série potvrdit. Poslední rána potvrzuje Boží vyvolení Izraele, které faraon rovněž popřel.
| Teologický princip            | Faraonovo popření                                   | Boží potvrzení |
| ----------------------------- | --------------------------------------------------- | --- |
| Boží existence                | Kdo jest Hospodin?                                  | „… z toho poznáš, že já jsem Hospodin…“ 1. krev 2. žáby 3. vši (komáři) |
| Bůh zasahuje do dění ve světě | Neznám Hospodina!                                   | „… abys poznal, že já jsem Hospodin uprostřed země…“ 1. mouchy (divá zvěř) 2. dobytčí mor 3. vředy                                                                                    |
| Bůh je jedinečný a všemocný   | … abych poslechl hlasu jeho?                        | „… abys poznal, že není mně podobného na veškeré zemi…“ 1. krupobití 2. kobylky 3. tma                                                                                                |
| Boží vyvolení Izraele         | … abych propustil Jisraele? … Jisraele nepropustím! | „Jisrael jest mým prvorozeným synem. Řekl jsem ti: propusť syna mého, aby mi sloužil, a ty's se zdráhal propustiti ho: hle, já zbiju tvého prvorozeného syna.“ 1. pobití prvorozených |

## Snahy o vědecké vysvětlení událostí
Na základě nových výzkumů vědci podle National Geography Society vykreslují navazující řetěz přírodních jevů, které byly způsobeny změnou klimatických poměrů a sopečnou erupcí (rekonstrukci klimatu umožnily analýzy stalagmitů v egyptských jeskyních).
Stabilní a teplé klima, provázející vládu Ramesse II., jež výrazně napomohlo rozkvětu jeho země (Ramesse patří mezi nejproslulejší egyptské faraony, jenž po sobě zanechal řadu velkolepých staveb), mělo náhle vystřídat období sucha. Náhlý vzrůst průměrných teplot měl způsobit silný pokles hladiny Nilu a vytvořit podmínky pro první biblickou egyptskou ránu – voda se proměnila v krev. Podle biologa Stephana Pflugmachera z Leibnizova ústavu v Berlíně úkaz souvisí s namnožením řas a sinic, z nichž jedna, známá dokonce pod názvem Burgundská krev, může dát vodě narudlou barvu.
Následovalo přemnožení žab, jež se vyvíjejí v mělkých vodách, tedy druhá rána. Přemnožení žab ovšem vedlo i k jejich následnému rychlému úhynu, tedy k vytvoření podmínek pro přemnožení komárů a much, jichž jsou žáby důležitými predátory – přicházejí třetí a čtvrtá rána. Hmyz, hlavní přenašeč chorob, pak napadá dobytek i lidi a šíří se dobytčí mor – pátá rána. Tato nákaza, nedostatek pitné vody a potravin pak může vyvolat i epidemie u lidí (vředy) – šestou ránu.
Ostatní rány jsou dávány do souvislosti s další dramatickou událostí, ke které došlo o 600 km daleko na sever, totiž s výbuchem sopky Santorini na ostrově Théra, jenž vyvrhl do atmosféry milióny tun sopečného popela. (Jeho přítomnost byla v Egyptě zjištěna při archeologických výzkumech, třebaže v Egyptě žádná aktivní sopka není; analýzy popela pak potvrzují shodu s ostrovem Santorini.) Podle modelu Nadine von Blohm z Ústavu pro fyziku atmosféry v Německu se mohla oblaka vulkanického popela srazit s bouřkovým systémem nad Egyptem a způsobit v oblasti neobvyklé silné krupobití – sedmou ránu. Popel stimuluje obecně srážky, potažmo vlhkost, což zvyšuje pravděpodobnost migrace sarančí (nesprávně označovaných jako kobylky) – osmá rána. Devátá rána – temnota – byla zřejmě způsobena zacloněním slunce mraky popela.
Poslední, desátá rána – smrt prvorozených, je dávána do souvislosti s plísní, jež následně napadla obilí; protože prvorození dostávali jako první svůj větší díl, mohli být i prvními oběťmi.[zdroj?] S dalším vysvětlením přišel v roce 2006 Simcha Jacobovici v dokumentu Exodus Decoded. Podle privilegia prvorozených spávat na nižším loži než ostatní členové rodiny mohli být zasaženi jedovatým plynem plížícím se nízko u země.
Uvažuje se i o možném vysvětlení v bibli uváděného následného zázračného přechodu izraelitů mořem, které se před prchajícími židy mělo rozestoupit, ale je stíhající egyptskou armádu zaplavit. Tato událost se klade do souvislosti s jevem předcházejícím záplavové vlně tsunami vznikající při podmořském (někdy i velmi vzdáleném) zemětřesení. Kvůli k pobřeží se blížící tsunami dokáže moře ustoupit někdy i velmi daleko od břehu, aby posléze vlna udeřila s obrovskou ničivou silou. Tento výklad rozestoupivších se vod se většinou dává do souvislostí s explozí ostrova Théra, o níž se uvažuje jako o možné příčině některých další Egyptských ran. To by však znamenalo, že cesta Židů vedla Středozemním mořem, kterým se v té době šířily dozvuky po explozi, nikoliv mořem Rudým, které tyto změny nemohly ovlivnit. Přechodem přes Středozemní moře pak je míněn přechod přes náhle odvodněnou zátoku/záliv, nikoliv celé moře mezi Egyptem a Levantou.
V současnosti se pravděpodobně objevilo nové (a snad konečné) vysvětlení této historické události. Počítačová simulace silného větru v příslušném terénu dokázala, že voda se skutečně mohla rozestoupit přesně podle záznamu v Bibli. Následné ustání větru pak způsobilo vrácení vodních mas, ve kterých utonula egyptská armáda. Takovýmto vysvětlením by tato událost i dobře zapadala mezi ostatní zázračné události popsané v Bibli – jako způsobené zcela obyčejnými přírodními jevy ale zároveň obsahující nadpřirozené načasovaní nebo další nadpřirozený prvek (například Mojžíš u hořícího keře, Elijáš na vrchu Karmel a podobně).

### Datace
Není zcela jasné kdy a za vlády jakého faraona mělo k deseti egyptským ranám dojít. Ačkoliv se nejčastěji hovoří o Ramessovi II. z 19. dynastie, interval možné doby exodu je od nástupu 15. dynastie (1648 př. n. l.) po první roky vlády Ramessova syna Merenptaha (1208 př. n. l.). K výbuchu ostrova Théra však došlo již v době 1645–1600 př. n. l., což se rozchází s nejčastěji zmiňovaným předpokladem, že k událostem došlo za vlády faraona Ramesse II. (1279–1213 př. n. l.). I v tomto směru lze vznést výše uvedenou pochybnost o bezprostřední časové návaznosti událostí, resp. zvažovat možnost proběhnutí jednotlivých událostí v různém čase i prostoru a jejich sestavení do souvislého příběhu teprve v průběhu doby.